# Handelsstraat 59 (Stadskanaal)
Het pand Handelsstraat 59 is een monumentaal bouwwerk in de Groningse plaats Stadskanaal.

## Geschiedenis
Het pand aan de Handelsstraat 59 is omstreeks 1914/1918 gebouwd. Het pand bevat, aldus Stenvert, "late jugendstil-details". Het pand ligt op de hoek van de Handelsstraat en de Barkelastraat. Op de hoek aan de overzijde bevindt zich op Handelsstraat 58, een omstreeks 1955 gebouwd winkelpand dat, als voorbeeld van de wederopbouwarchitectuur, erkend is als een gemeentelijk monument. In de tijd dat deze winkel gebouwd werd door de kruidenier Takens bevond zich in deze omgeving het centrum van de plaats Stadskanaal met aan de overzijde van het kanaal het toenmalige station.
De ingang, met boven de deur een boogvormig venster onder een gemetselde segmentboog, bevindt zich in een schuin op de hoek geplaatst gedeelte van de gevel. Boven de ingang bevinden zich, op de eerste verdieping en op de zolderverdieping, boogvormige ramen eveneens onder gemetselde segmentbogen. Dit deel van de gevel wordt bekroond door een opengewerkte borstwering. Aan de rechterzijde (de kanaalzijde) heeft de gevel twee boogvormige etalageruiten. In de gevel aan de zijde van de Barkelastraat bevindt zich een soortgelijke etalageruit. Links hiervan heeft de gevel aan de onderzijde geen en op de verdieping nog één venster. Ook boven deze vensters zijn gemetselde segmentbogen aangebracht. Boven de etalageruiten zijn decoratieve elementen van gele baksteen te vinden, waarin met donkere baksteen de woorden "sigaren", "wijnen" en "likeuren" zijn gemetseld, die herinneren aan de oorspronkelijke bestemming van het pand. Boven deze etalageruiten bevinden zich op de verdieping drie boogvormige vensterpartijen. Het raam aan de Barkelazijde is anders van samenstelling dan beide ramen aan de kanaalzijde van het pand. Ook deze vensters bevinden zich onder gemetselde segmentbogen. Decoratieve gepleisterde elementen vormen het eindpunt van deze segmentbogen. In het dak zijn recht boven de vensterpartijen drie dakkapellen aangebracht. Aan de noordoostzijde (in de Barkelastraat) is een bij het pand behorend pakhuis aangebouwd.
Het pand Handelsstraat 59 is erkend als rijksmonument onder meer vanwege de architectuur- en cultuurhistorische waarde. Het pand is markant gelegen aan het Stadskanaal en is opvallend vanwege de gaafheid en de vormgeving. Ook het feit dat dit type gebouw vrij uniek is in de provincie Groningen speelde een rol bij de aanwijzing tot rijksmonument. Sinds 2002 is er een coffeeshop in het pand gevestigd.